# Creatine Monohydrate Gummies
Creatine Monohydrate Gummies 
Cet article présente la marque française de compléments alimentaires The Good Life Stuff, puis décrit son produit « Créatine Monohydrate Gummies + BCAA, collagène marin et vitamine B6 ». Chaque fait est rattaché à des sources primaires (site officiel, fiches Amazon) et à des sources secondaires de qualité sur l’efficacité et la sécurité des ingrédients (ISSN, EFSA, NIH/ODS, revues systématiques). Enfin, il précise les éléments de notabilité disponibles à ce jour et leurs limites. (The Good Life Stuff®, Amazon)
1) L’entreprise : The Good Life Stuff
```
   • Nature/positionnement. The Good Life Stuff est une marque française de compléments alimentaires axée sur la performance sportive et le bien-être du quotidien, via sa boutique en ligne (FR) et un store officiel Amazon. 
```

2) Le produit décrit par la marque
```
   • Dénomination et forme. « Créatine Monohydrate Gummies + BCAA, collagène marin et vitamine B6 » (gélifiés). (The Good Life Stuff®)
```

```
   • Composition/posologie déclarées. La page produit indique 3 gummies/jour ; par gummy : créatine monohydrate 1000 mg, BCAA 2:1:1 100 mg (L-leucine, L-isoleucine, L-valine), peptides de collagène 50 mg, vitamine B6 1,5 mg. (Données primaires communiquées par la marque.) (The Good Life Stuff®)
```

```
   • Présence sur Amazon FR. Le produit est répertorié sur Amazon, avec une page dédiée au store de la marque. (Amazon)
```

Remarque méthodologique : les informations de composition et d’allégations commerciales issues des supports de la marque et de marketplaces sont considérées comme primaires et doivent être corroborées par des sources scientifiques/autorités pour l’évaluation de l’intérêt des ingrédients (voir § 3).
3) Les ingrédients — ce que dit la littérature scientifique et réglementaire
3.1 Créatine monohydrate
```
   • Efficacité (efforts brefs et intenses). L’Union européenne a autorisé une allégation de santé : « La créatine augmente les performances physiques lors d’efforts successifs de courte durée et de haute intensité », à la dose de 3 g/jour (Règlement (UE) n° 432/2012 / Registre UE des allégations). (PMC)
```

```
   • Consensus scientifique. Le position stand de l’International Society of Sports Nutrition (ISSN) conclut que la créatine monohydrate est efficace pour la force et la puissance, et généralement sûre chez les adultes en bonne santé aux doses usuelles d’usage sportif. (PMC)
```

```
   • Usages courants (sport). Utilisée pour la force, la puissance et la capacité de répétition d’efforts ; l’effet est le mieux étayé dans des protocoles type sprints, séries de résistance, sauts—conformes à l’allégation UE ci-dessus. (PMC)
```

```
   • Vie courante. La créatine est parfois étudiée hors sport (ex. cognition, fatigue), mais les données sont hétérogènes ; aucune allégation santé n’est autorisée en UE sur ces aspects. (Point réglementaire : seule l’allégation « effort intense et bref » est autorisée). (PMC)
```

```
   • Sécurité. Les synthèses ISSN rapportent un profil de sécurité favorable chez sujets sains, sous réserve du respect des doses et de la surveillance en cas de pathologies rénales préexistantes (précaution clinique générale). (PMC)
```

3.2 BCAA (L-leucine, L-isoleucine, L-valine)
```
   • Rôle biologique. Acides aminés essentiels ramifiés, impliqués dans la synthèse protéique musculaire (notamment via la leucine). (Notion de base, traitée dans les revues et manuels ; voir aussi fiches pédagogiques—source d’orientation.) (MDPI)
```

```
   • Performance/récupération. Les méta-analyses montrent une réduction modeste des douleurs musculaires retardées (DOMS) et des marqueurs de dommages (ex. créatine-kinase), surtout avec apports suffisants et protocoles dosés ; l’effet sur la performance est variable et souvent limité lorsque l’apport protéique total est adéquat. (Canadian Science Publishing, Taylor & Francis Online)
```

```
   • Prudence d’interprétation. La qualité méthodologique et l’hétérogénéité des études justifient une lecture prudente ; les BCAA ne remplacent pas un apport protéique global suffisant.
```

3.3 Collagène (ici : collagène marin en peptides)
```
   • Peau (hydratation/élasticité). Des revues systématiques/méta-analyses indiquent des améliorations modestes de l’hydratation et de l’élasticité cutanées après collagène hydrolysé oral sur 8–12 semaines, avec variabilité inter-études. (Cureus)
```

```
   • Articulations/confort. La littérature clinique suggère des bénéfices possibles sur le confort articulaire (population générale/actifs), mais la force de preuve reste hétérogène selon les préparations, doses et critères ; des travaux supplémentaires de haute qualité sont souhaitables. (Cureus)
```

```
   • Note de portée. Les effets rapportés concernent des peptides de collagène (dont le collagène marin est une source) et non des allégations spécifiques « marine vs. bovin/porcin ».
```

3.4 Vitamine B6 (pyridoxine)
```
   • Fonctions. La vitamine B6 (PLP/PMP actifs) intervient dans >100 réactions enzymatiques, notamment le métabolisme énergétique, la synthèse d’acides aminés, le fonctionnement immunitaire et le métabolisme de l’homocystéine. (Fiche NIH/ODS, niveau « professionnels ».) (Bureau des Suppléments Alimentaires)
```

```
   • Apports & sécurité (UE). En 2023, l’EFSA a fixé un niveau d’apport maximal tolérable (UL) adulte à 12 mg/j (révision à la baisse), en lien avec le risque de neuropathie périphérique à fortes doses chroniques. (European Food Safety Authority)
```

```
   • Vie courante. Les besoins usuels sont couverts par l’alimentation ; les suppléments sont à adapter au contexte individuel (grossesse, pathologies, interactions médicamenteuses), conformément aux fiches de référence ODS/NIH. (Bureau des Suppléments Alimentaires)
```

4) Mise en perspective pour l’usage « sport » et « vie courante » (lecture neutre)
```
   • Sport (efforts brefs/intenses).
```

La créatine monohydrate est l’ingrédient le mieux étayé pour améliorer la performance dans des efforts répétés, courts et intenses (allégation UE à 3 g/j ; consensus ISSN).
Les BCAA peuvent atténuer la douleur musculaire retardée chez certains profils, avec un impact de performance moins constant ; l’apport protéique total reste déterminant.
Le collagène (peptides) présente des signaux positifs sur la peau et possiblement le confort articulaire, avec preuve hétérogène.
La vitamine B6 soutient les voies métaboliques liées aux acides aminés/énergie mais n’a pas, à elle seule, d’allégation de performance sportive en UE. (PMC, Canadian Science Publishing, Taylor & Francis Online, Cureus, Bureau des Suppléments Alimentaires)
```
   • Vie courante.
```

En dehors du sport, la créatine ne bénéficie pas d’allégations européennes autorisées (ex. cognition), malgré des études exploratoires ; 
la vitamine B6 joue un rôle général (métabolisme, immunité), avec UL encadré par l’EFSA ;
les peptides de collagène montrent des effets cutanés modestes à moyen terme ;
les BCAA n’ont pas d’indication générale validée quand l’alimentation est équilibrée. (PMC, European Food Safety Authority, Cureus, Canadian Science Publishing)
5) Encadrement réglementaire — points saillants
• Allégation créatine (UE). Autorisée à 3 g/j pour l’amélioration des performances dans les efforts courts et intenses (Registre UE). Les autres allégations (ex. cognition) ne sont pas autorisées. (PMC)
• Sécurité vitamine B6. UL adulte : 12 mg/j (EFSA, 2023), motif principal : neuropathie périphérique à fortes doses chroniques. (European Food Safety Authority)
6) Synthèse factuelle, non promotionnelle
• The Good Life Stuff exploite un site FR et un store Amazon où elle présente des gummies associant créatine monohydrate, BCAA, peptides de collagène (marin) et vitamine B6, avec des dosages déclarés par gummy (1 g créatine ; 100 mg BCAA 2:1:1 ; 50 mg collagène ; 1,5 mg B6). Ce sont des données primaires. (The Good Life Stuff®, Amazon)
• Côté preuves, la créatine dispose d’un socle réglementaire/clinique solide pour l’effort bref et intense (UE/ISSN).
Les BCAA ont des effets modestes sur la soreness et les marqueurs de dommages ; la performance est variable.
Le collagène (peptides) montre des bénéfices cutanés et des signaux sur le confort articulaire, avec une hétérogénéité des études. 
La vitamine B6 est cofacteur du métabolisme énergétique, avec un UL clair (EFSA). (PMC, Canadian Science Publishing, Cureus, Bureau des Suppléments Alimentaires, European Food Safety Authority)

Sources (sélection structurée)
Marque / produits (sources primaires)
```
   • Site officiel The Good Life Stuff (FR) — 
```

```
   • Store Amazon FR (marque + page produit). (Amazon)
```

Cadre réglementaire & autorités
```
   • Registre UE des allégations de santé (créatine 3 g/j, performance sur efforts courts/intenses). (PMC)
```

```
   • EFSA (2023) — UL vitamine B6 = 12 mg/j adultes ; notice thématique EFSA (DRVs/UL). (European Food Safety Authority)
```

```
   • NIH/ODS (Vitamin B6, Health Professional Fact Sheet) — rôles, apports, interactions. (Bureau des Suppléments Alimentaires)
```

Littérature scientifique (exemples récents/consensus)
```
   • ISSN Position Stand — Créatine (efficacité/sécurité). (PMC)
```

```
   • BCAA — méta-analyses : DOMS/créatine-kinase ↓, effet performance variable. (Canadian Science Publishing, Taylor & Francis Online)
```

```
   • Collagène (peptides) — revues systématiques/méta-analyses sur peau (hydratation/élasticité) ; données hétérogènes. (Cureus)
```

L’évaluation des ingrédients se basent sur des sources scientifiques et réglementaires reconnues (ISSN, EFSA, NIH/ODS). 
Cet article ne formule aucune recommandation individuelle d’usage. En cas de projet de supplémentation, se référer aux notices officielles, au cadre réglementaire en vigueur et, le cas échéant, à un professionnel de santé.